# Mont-Noble
Mont-Noble est une commune suisse du canton du Valais, située dans le district d'Hérens à l'entrée du Val d'Hérens. Elle est issue de la fusion des communes de Nax, Vernamiège et Mase. Cette fusion est effective le 1er janvier 2011.

## Géographie
Le territoire de Mont-Noble s'étend sur 43,03 km2. Lors du relevé de 2013-2018, les surfaces d'habitations et d'infrastructures représentaient 4,1 % de sa superficie, les surfaces agricoles 30,8 %, les surfaces boisées 41,7 % et les surfaces improductives 23,4 %.
| Sion | Grône        | Grône     |
| Vex  | Mont-Noble   | Anniviers |
|      | Saint-Martin |           |

## Toponymie
Le nom de la commune reprend celui du mont Noble. Son origine n'est pas connue. Il est possible qu'il vienne de « mons nubilis », signifiant « mont nuageux ».

## Histoire
Le 7 septembre 2008, les citoyens de la commune de Nax acceptent le projet de fusion avec les communes de Mase et Vernamiège. Après acceptation par le Grand Conseil valaisan, la nouvelle commune, nommée Mont-Noble, voit le jour le 1er janvier 2011.

## Population et société

### Démographie

#### Évolution de la population
Mont-Noble compte 1 112 habitants au 31 décembre 2022 pour une densité de population de 26 hab/km2. Sur la période 2010-2019, sa population a augmenté de 24,6 % (canton : 10,5 % ; Suisse : 9,4 %).  

#### Pyramide des âges
En 2020, le taux de personnes de moins de 30 ans s'élève à 19,4 %, au-dessous de la valeur cantonale (31,7 %). Le taux de personnes de plus de 60 ans est quant à lui de 45 %, alors qu'il est de 26,6 % au niveau cantonal.
La même année, la commune compte 531 hommes pour 571 femmes, soit un taux de 48,2 % d'hommes, inférieur à celui du canton (49,6 %).
| Hommes | Classe d’âge | Femmes |
| ------ | ------------ | ------ |
| 0,6    | 90 ans ou +  | 1,1    |
| 12,6   | 75 à 89 ans  | 16,6   |
| 29,2   | 60 à 74 ans  | 29,9   |
| 18,5   | 45 à 59 ans  | 18,9   |
| 17,9   | 30 à 44 ans  | 16,1   |
| 9,4    | 15 à 29 ans  | 8,1    |
| 11,9   | - de 14 ans  | 9,3    |

| Hommes | Classe d’âge | Femmes |
| ------ | ------------ | ------ |
| 0,5    | 90 ans ou +  | 1,2    |
| 7,5    | 75 à 89 ans  | 9,4    |
| 16,8   | 60 à 74 ans  | 17,7   |
| 22,2   | 45 à 59 ans  | 21,7   |
| 20,3   | 30 à 44 ans  | 19,4   |
| 17,7   | 15 à 29 ans  | 16,6   |
| 14,9   | - de 14 ans  | 14,1   |

### Domaine skiable
Mont-Noble accueille une station de ski de taille moyenne sur son territoire, sur les hauteurs des Mayens de Nax. Son parc de remontées est relativement récent, les pistes ont un relief marqué avec des ruptures de terrain à répétition, ce qui en fait un domaine à recommander à des skieurs non débutants.
Depuis le parking gratuit, le télésiège 2-places La Dzorvina, construit en 1979, relie en 7 minutes le domaine skiable d'altitude à 1 918 m. Une piste rouge, relativement peu ensoleillée, relie le parking depuis l'arrivée. À une cinquantaine de mètres d'altitude en dessous de l'arrivée de cette première remontée mécanique, le relativement lent télésiège 4-places La Vachette - construit en 2012 - permet d'aboutir au-delà de la limite de la forêt, vers 2 300 m d'altitude. Deux pistes rouges rejoignent le départ de la remontée, une troisième permet de rejoindre le relativement court téléski Les Planards qui part à 2 196 m d'altitude et atteint 2 395 m. De part et d'autre de son tracé, de très nombreuses possibilités de ski freeride sont offertes, avec un relief très marqué et divers rochers de taille importante. Une piste rouge, non damée lorsque le niveau d'enneigement naturel est insuffisant, permet aussi de rejoindre le pied du téléski. Une courte piste rouge relie le troisième télésiège, de type 4-places, La Combe, également construit en 2012. Celui-ci rejoint le sommet du domaine, à 2 640 m d'altitude, sur un versant très exposé au soleil. De là, le sommet du Mont-Noble (2 672 m) est tout proche. Une piste rouge relativement longue et étroite, et au relief marqué, rejoint le pied de la remontée, avec de chaque côté des possibilités de ski freeride sur un terrain relativement homogène. Une deuxième piste rouge rejoint le sommet du téléski et permet ensuite le retour au parking via une piste rouge qui se termine par une piste de niveau bleu - de fait une route forestière enneigée.
Hormis sur le bas du domaine skiable avec quelques unités seulement, la station ne dispose pas d'enneigeurs et est donc tributaire des chutes de neige. Du fait de son altitude relativement élevée, la saison y dure jusque début avril.
Le ski de fond peut y être pratiqué, à Tsebettaz.

## Héraldique
| Blason | Blasonnement : « D'azur sur champagne de sinople, un mont d'argent surmonté de trois étoiles à cinq rais d'or. » |

Les armoiries de Mont-Noble sont développées dès 2007, en parallèle au projet de fusion, et sont adoptées en août 2010. Elles sont parlantes, faisant référence à la montagne ayant donné son nom à la commune. Les armes communales ressemblent particulièrement à celles d'Evolène.